# Gyranusoidea citrina
Gyranusoidea citrina är en stekelart som först beskrevs av Compere 1938.  Gyranusoidea citrina ingår i släktet Gyranusoidea och familjen sköldlussteklar. Inga underarter finns listade i Catalogue of Life.